# Beginnings: The Lost Tapes 1988–1991
Beginnings: The Lost Tapes 1988–1991 – kompilacja amerykańskiego rapera 2Paca. Została wydana 12 czerwca, 2007 roku.
Album zawiera zbiór utworów z lat 1988–1991. Wśród nich jest pierwszy utwór nagrany przez Tupaca w 1988 roku.

## Lista utworów
1. „Panther Power”
2. „The Case of the Misplaced Mic”
3. „Let Knowledge Drop”
4. „Never Be Beat”
5. „A Day in the Life”
6. „My Burnin' Heart”
7. „Minnie the Moocher”
8. „The Case of the Misplaced Mic II”
9. „Static Mix I”
10. „Static Mix II"